# Heinrich Schmückert

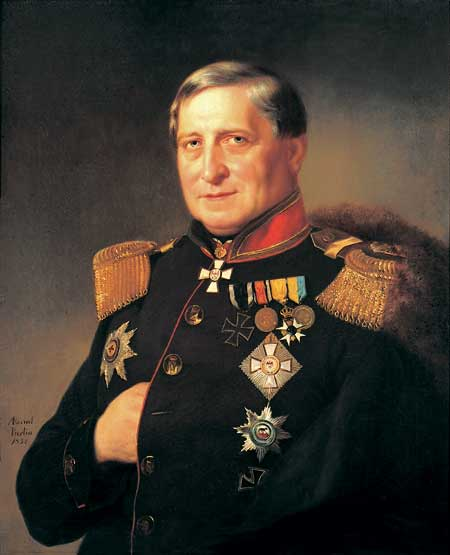
H. Schmückert w obrazie Friedricha Korneka (1852)

Heinrich Schmückert, właśc. Gottlob Heinrich Schmückert (ur. 12 listopada 1790 r. w Greifenberg/Pommern, zm. 4 lutego 1862 r. w Berlinie) – Generalny Dyrektor Poczty Królestwa Prus.

## Pochodzenie
Pochodził z drobnomieszczańskiej rodziny. Jego rodzicami byli: rzemieślnik (wytwórca guzików) Jacob Ernst Heinrich Schmückert (1763-1856) i Catharine Dorothee, z domu Borcke (1764-1836). Jego dziadek natomiast był zakrystianem i organistą w kościele Mariackim w Greifenbergu.

## Życie
Z uwagi na ciężką sytuację materialną swoich rodziców rozpoczął w młodym wieku pracę w charakterze pisarza, w biurze asesora sądowego i komisarza sprawiedliwości. Zajmował się również buchalterią kwaterunkową. Od 10 czerwca 1807 r. Heinrich Schmückert był zatrudniony w służbie państwowej. Początkowo zajmował się protokołowaniem prac zarządu starosty gryfickiego – Karla von Struensee'a. W 1809 r. przeniósł się do Stargardu, gdzie był kancelistą policyjnym. W rok później został sekretarzem zarządu powiatu Saatzig i następnie sekretarzem Komisji Odszkodowań Wojennych przy królu Prus.
W 1813 r. wyjechał podczas wojen napoleońskich do Kołobrzegu i zaciągnął się do służby wojskowej. Służył w oddziale strzelców specjalnych 2. Batalionu, 9. Kołobrzeskiego Pułku Piechoty, w stopniu podporucznika (niem.) Sekondeleutnant. Pełnił również funkcję pułkowego adiutanta. Brał udział w walkach pod Burk koło Budziszyna, Großbeeren, Dennewitz oraz Lipskiem. Podczas boju pod Wyneghem koło Amsterdamu został ranny (13 listopada 1813 r.) W wyniku odniesionego okaleczenia (postrzał w kolano) miał amputowaną nogę. Po odejściu z wojska w 1815 r. został pracownikiem poczty w Bernau koło Berlina. W sierpniu 1816 r. został zatrudniony przez Karla von Naglera w Generalnym Urzędzie Pocztowym.
1 października 1816 r. objął funkcję tajnego radcy pocztowego (niem.) Geheimer Postrat, a w 1840 r. starszego, tajnego radcy pocztowego (niem.)  Geheimer Oberpostrat. Od 1846 r. był dyrektorem Generalnej Poczty, a w latach 1849-1862 Generalnym Dyrektorem Poczty w Berlinie (rekomendowany przez króla Fryderyka Wilhelma IV) W 1849 r. wprowadził w życie koncepcję stworzenia regionalnych oddziałów pocztowych w okręgach Królestwa Prus. 1 stycznia 1850 r. powołał 26 Wyższych Okręgowych Zwierzchnich Dyrekcji Poczty, natomiast w latach 1851-1852 przeprowadził gruntowną reformę systemu pocztowego w Berlinie, po której obowiązywało jednolite prawo pocztowe. Jego zasługą było wprowadzenie usprawnienia transportu pocztowego. W pierwszej kolei pojawiły się dyliżansy pocztowe, następnie transport kolejowy (wagony pocztowe). Usprawniło to i skracało czas dostarczania przesyłek pocztowych. Do innych innowacji należały: skrzynki pocztowe, klejone koperty i znaczki pocztowe.
H. Schmückert nawiązał porozumienia z administracjami urzędów pocztowych innych krajów niemieckich oraz europejskich. Był członkiem pruskiej Rady Państwa i Izby Deputowanych (niem.) Abgeordnetenhaus.
Odznaczony został Krzyżem Żelaznym I i II klasy, Królewskim Orderem Miecza oraz szwedzkim Medalem za Odwagę.

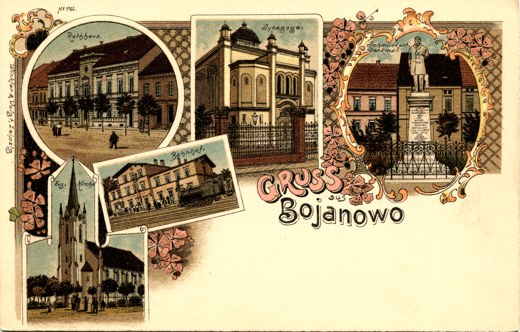
Karta pocztowa z Bojanowa. Po prawej stronie pomnik H. Schmückerta

18 października 1874 r., w mieście Bojanowo, w prowincji poznańskiej usytuowano pomnik ku czci H. Schmückerta. Umocowany na cokole posąg był wykonany z brązu, według projektu miejscowego rzeźbiarza Friedricha Dietricha (1817-1903). "Reformator poczty pruskiej" zasłużył się szeroką pomocą dla odbudowy miasta po wielkim pożarze w 1857 r. W czasie II wojny światowej nazwa tego miasta została zmieniona na Schmückert Stadt. Obowiązywała w latach 1939-1945.
Na parterze fasady budynku pocztowego (niem.) Postfuhramt przy Oranienburg Straße w Berlinie znajduje się 25 medalionów, wizerunków osób zasłużonych dla rozwoju systemu pocztowego. Jeden z nich jest poświęcony Heinrichowi Schmückertowi.
Jego imieniem nazwano ulice: w Berlinie (dzielnice: Friedrichshain-Kreuzberg, Steglitz-Zehlendorf) oraz Greifenbergu. H. Schmückert także został honorowym obywatelem kilku miast. Do nich należały: Greifenberg in Pommern, Bojanowo, Leszno.

## Rodzina
Heinrich Schmückert był żonaty z Wilhelminą Voigt (1798-1872), córką bernaudzkiego pastora. Z tego związku miał czworo dzieci. Troje z nich zmarło w wieku dziecięcym.

### Opracowania
- Friedländer E., Schmückert, Heinrich [w]: Allgemeine Deutsche Biographie (ADB), Bd. 32, Duncker & Humblot, s. 63, Leipzig 1891.
- Schwarz K., Heinrich Schmückert [w]: Pommersche Lebensbilder, Bd. IV, s. 282-291, Böhlau: Köln Graz 1966.
- Hinz J., Schmückert, Heinrich [w]: Hinz J., Pommern. Lexikon, Bechtermünz Verlag, s. 281, Augsburg 1996, ISBN 3-86047-185-6.

### Opracowania prasowe
- Jarząb W., O tym, jak Schmückert stracił nogę, a zyskał medale, "Gryfickie Echa", z dn. 2 listopada 2006 r., s. 9, Gryfice 2006.
- Jarząb W., O tym, jak Schmückert listy parowcami woził, "Gryfickie Echa", z dn. 9 listopada 2006 r., s. 9, Gryfice 2006.
- Jarząb W., O tym, jak Schmückert wyglądał, "Gryfickie Echa", z dn. 23 listopada 2006 r., ss. 9-10, Gryfice 2006.

### Opracowania online
- Jehke R., Stadt Schmückert (niem.) [w]: Jehke R., Territoriale Veränderungen in Deutschland und deutsch verwalteten Gebieten 1874 - 1945 (niem.), Herdecke 2006.
- Pierer's Uniwersal-Lexikon, Schmückert (niem.) [w]: Academic dictioniares and encyklopedias, [dostęp 2011-07-26].

### Literatura dodatkowa
- von Müller H., Zur Lebensgeschichte des Generalpostdirektors Schmückert (geb. 12. Nov. 1790, gest.3. Febr. 1862), Berlin 1904.